# Frères d'Italie (film)
Cet article concerne le film. Pour le parti politique, voir Frères d'Italie (parti politique).
Pour plus de détails, voir Fiche technique et Distribution.
Frères d'Italie (Noi credevamo) est un film italien réalisé par Mario Martone, sorti en 2010. 

## Synopsis
En 1828, deux jeunes aristocrates, Domenico et Angelo, et un fils de métayer, Salvatore, sujets du royaume des Deux-Siciles et originaires du Cilento, au sud de Naples et de Salerne, jurent de consacrer leur vie à la réalisation d'un noble idéal : l'indépendance et l'unification de l'Italie. Leur combat auprès des Républicains clandestins de Giuseppe Mazzini sera un chemin difficile, très souvent semé de déboires et de trahisons. Le film est un drame historique qui relate quatre épisodes du Risorgimento entre 1828 et 1862.

## Fiche technique
- Titre original : Noi credevamo (littéralement « Nous y croyions »)
- Titre français : Frères d'Italie
- Réalisation : Mario Martone
- Scénario : Giancarlo De Cataldo, Mario Martone d'après un roman d'Anna Banti
- Musique : Hubert Westkemper
- Photographie : Renato Berta, couleurs
- Montage : Jacopo Quadri
- Scénographie : Emita Frigato (it)
- Costumes : Ursula Patzak
- Sociétés de production : Palomar, Les Films d'Ici en collaboration avec RAI cinema et ARTE France
- Pays d'origine :  Italie
- Genre : drame historique
- Durée : 205 minutes
- Année de réalisation : 2010
- Le film a été diffusé en France sur Arte en mars 2011

## Distribution
- Luigi Lo Cascio : Domenico
- Valerio Binasco : Angelo
- Toni Servillo : Giuseppe Mazzini
- Francesca Inaudi (V.F: Marion Valantine) : Cristina di Belgiojoso jeune
- Anna Bonaiuto : Cristina di Belgiojoso
- Luca Zingaretti : Francesco Crispi
- Luigi Pisani : Salvatore
- Luca Barbareschi : Antonio Gallenga
- Guido Caprino : Felice Orsini
- Salvatore Cantalupo
- Antonio Pennarella
- Roberto De Francesco